# Wolfgang Unzicker
Wolfgang Unzicker (Pirmasens, 26 giugno 1925 – Albufeira, 20 aprile 2006) è stato uno scacchista tedesco, Grande maestro.
Imparò gli scacchi da suo padre quando aveva 10 anni. Vinse sei volte il campionato tedesco: nel 1948, 1950, 1952, 1959, 1963 ed ex aequo nel 1965. Nel 1951 fu 2º nel torneo zonale di Bad Pyrmont 1951 e poi 1º nello zonale di Monaco 1954. Nel 1954 ottenne il titolo di Grande maestro.

## Migliori risultati di torneo
1º a Heidelberg 1949, 1º a Travemünde 1950, 1º al torneo di Hastings 1950-51, 1º a Lucerna 1953, 2º a Leningrado 1960, =1º con Spasskij a Soči nel 1965, 1º a Maribor (davanti a Reshevsky) nel 1967, 2º ad Hastings 1969-70, 1º ad Amsterdam 1980.
Prese parte a 12 Olimpiadi dal 1950 al 1970, 10 volte in 1ª scacchiera. Vinse la medaglia d'oro in 1ª scacchiera, insieme a Miguel Najdorf, alle olimpiadi di Ragusa 1950.